# Bernard Renault
Bernard Renault (Autun, Saona y Loira, 1836- 1904) fue un paleobotánico francés. 
Obtuvo un doctorado en Ciencias físicas de la Facultad de Ciencias de París, en 1867, y luego doctor en Ciencias naturales de esa misma facultad en 1879.
Prosigue una carrera jalonada de títulos científicos y honoríficos : miembro de la Sociedad de Duenne (1867), laureado del Instituto (1873), colaborador adjunto de la carta geográfica de Francia (1884), correspiende del Instituto Geológico de Viena, presidente de la Sociedad de Historia Naturale de Autun, luego de fundarse, en 1886, miembro de la Sociedad linneana de Normandía (1887), miembro de la "Sociedad Imperial de Naturalistas de Moscú", 1889; asociado a la Academia Real de Bélgica (1894), etc. Fue también oficial de la Academia en 1881 y caballero de la Legión de Honor en 1882.
Dejó importantes notas y memorias sobre las observaciones hechas de materiales silíceos y sobre la estructura des plantas ; así conoce la primera estructura muy especializada de Sphenophyllum. Otros trabajos ponen en evidencia la estructura del dictioxylon, Myelopteris, Sigillaria spinulosa, Botryopteris, Nevropteris, y de flores cordiatas, sobre las sfenozamites, etc.

## Honores
Una calle y una escuela llevan el nombre Autun.